# Ofensiva de Mekelle em 2020
A ofensiva de Mekelle foi uma campanha militar travada entre as forças armadas da Etiópia e da região de Tigray para avançar à cidade de Mekelle, em Tigray, durante a Guerra de Tigray.

## Cronologia

### 17 de novembro
Mekelle foi atingida por um ataque aéreo, matando dois civis e ferindo vários outros. A ataque também causou danos a estradas, pontes e casas. Não se sabe quem realizou o ataque aéreo, já que o governo da Etiópia negou ter como alvo civis. O governo etíope acusou a Frente de Libertação do Povo Tigré de explodir quatro pontes principais que levam a Mekelle, enquanto a organização negou as acusações. 

### 18 de novembro
As forças etíopes capturaram Shire e Axum sem qualquer combate pela manhã. Por volta das 9h, as forças etíopes avançavam em direção a Mekelle por três estradas do sul, leste e noroeste, a cerca de 200 quilômetros da cidade. O Chefe do Estado-Maior das Força de Defesa Nacional da Etiópia, Berhanu Jula, anunciou a intenção de cercar Mekelle a fim de captura-la. 

### 19 de novembro
O líder da Frente de Libertação do Povo Tigré disse que Mekelle foi bombardeada, mas não deu detalhes sobre baixas ou feridos.  Redwan Hussein, um porta-voz do governo, declarou que as tropas do governo estavam se aproximando de Mekelle e obtiveram várias vitórias e capturaram várias cidades em sua campanha em direção à capital de Tigray.

### 20 de novembro
Mekelle foi atingida por um ataque aéreo que infligiu danos significativos à Universidade de Mekelle, ferindo vários civis. 

### 22 de novembro
O porta-voz militar da Etiópia, Cel Dejene Tsegaye, anunciou que Mekelle será cercada e bombardeada, dizendo aos civis de Tigray para fugirem da cidade porque as forças etíopes não mostrariam misericórdia. O líder da Frente de Libertação do Povo Tigré, Debretsion Gebremichael, disse que suas tropas paralisaram as forças etíopes na frente sul. 

### 28 de novembro
As forças etíopes começaram sua investida direta a Mekelle em 28 de novembro. Debretsion alegou que estavam bombardeando a cidade com artilharia, uma acusação rejeitada pelo governo etíope. Ambulâncias corriam pelas ruas recolhendo mortos e feridos após ataques de artilharia do governo etíope.  Os médicos em Mekelle enviaram mensagens de texto sob condição de anonimato para evitar represálias do governo usando uma rara conexão de internet na cidade. Eles afirmaram que bombardeios indiscriminados de artilharia alvejaram não apenas áreas da Frente de Libertação do Povo Tigré, mas também bairros civis, provocando a morte de 27 civis (incluindo uma criança de quatro anos) e ferindo cerca de uma centena. A equipe do hospital mostrou documentos para provar seus empregos e negou qualquer vínculo com a Frente de Libertação do Povo Tigré, ao fornecer certas fotos de seus pacientes (incluindo bebês) com muitos ferimentos por estilhaços. 
O governo etíope mais tarde naquele dia anunciou que havia tomado Mekelle e que era o fim da ofensiva em Tigray.  Debretsion confirmou que a Frente de Libertação do Povo Tigré estava se retirando dos arredores de Mekelle. As forças tigrínias declararam que se retiraram de Mekelle para evitar que as forças federais destruíssem ainda mais a cidade e que a Frente de Libertação do Povo Tigré estará lutando nas áreas rurais circundantes, iniciando uma nova campanha de guerrilha. 

## Resultado
O Comitê Internacional da Cruz Vermelha, que visitou Mekelle após a batalha, disse que os hospitais estavam enfrentando dificuldades para fornecer cuidados de saúde aos pacientes. 80% das pessoas do Hospital de Referência Ayder tiveram lesões traumáticas, fazendo com que outros serviços fossem suspensos. O hospital também enfrentava uma escassez de sacos para cadáveres. A comida na região de Tigray também tinha acabado, fazendo com que 1.000 refugiados eritreus solicitassem comida e outras formas de assistência em Mekelle.  Analistas afirmaram anteriormente que a Frente de Libertação do Povo Tigré poderia mudar para a insurgência após perder território. 
Em 30 de novembro, Abiy Ahmed disse ao parlamento que os soldados federais não mataram um único civil durante o conflito de um mês na região de Tigray, e afirmou que seu exército não destruirá Mekelle. 
Em 3 de dezembro, a eletricidade foi cortada na cidade, o que encorajou as tropas armadas (possivelmente milicianos amhara) a saquear lojas à noite, forçando muitas a fechar.